# عضو نهائي (معادن)
عضو نهائي (بالإنجليزية: endmember)‏ في علم المعادن هو معدن يقع في أقصى طرف السلسلة المعدنية من حيث النقاء. غالبًا ما يمكن وصف المعادن بأنها محاليل صلبة ذات تراكيب متباينة لبعض العناصر الكيميائية، بدلاً من أن تكون مع المواد ذات الصيغة الكيميائية الدقيقة. قد يكون هناك اثنان أو أكثر من الأعضاء النهائيين في مجموعة أو سلسلة من المعادن. 
على سبيل المثال، معادن السيليكات الفلسباري يمكن وصفها بأنها محلول صلب للأعضاء النهائيين ك-الفلسبار [{\displaystyle {\ce {KAI2Si3O8}}}]، ألبيت [{\displaystyle {\ce {NaAlSi3O8}}}] و أنورثيت [{\displaystyle {\ce {CaAl2Si2O8}}}]. يمكن أن يحتوي الفلسبار على كميات مختلفة من البوتاسيوم (K)، الصوديوم (Na) والكالسيوم (Ca). 